# EMD GT26MC
A GT26MC foi um modelo de locomotiva diesel-elétrica fabricada pela Electro-Motive Diesel. foram compradas pela América Latina Logística da Spoornet Tração (África do Sul), em 1999. Inicialmente essas locomotivas foram importadas para o Brasil com o objetivo de serem locadas, mas acabaram sendo incorporadas a ALL, após operarem alugadas na FCA em 1998.
As quinze locomotivas desembarcaram no Brasil, junto com suas irmãs, GT18MC, pelo porto de Vitória, no Espírito Santo, em Maio de 1998. Vieram com pintura nova, limpa trilhos, grades, truques, estrado e parte superior cinzas, corpo vermelho, testeiras inferiores listradas em azul e amarelo, pega-mãos amarelos e as inscrições TRAÇÃO e SPOORNET, com respectivo logo, além dos números ST34XXX pintados nas laterais da cabine e nas testeiras suepriores. ST significa Spoornet Tração, 34 a Classe 34 (GT26MC) na África do Sul e XXX os números que iam de XXX até XXX.
Já vieram com bitola de um metro, enquanto que na África do Sul operavam em "Cape Gauge", 1.067mm. Inicialmente a FCA alugou dez GT18MC e cinco GT26MC, ficando as outras maquinas paradas, entretanto, no início de 1999 a FSA adquiriu todas as maquinas, logo em seguida se tornando América Latina Logística. Receberam tanto o padrão de pintura cinza como o primeiro vermelho. Em Março de 2006 algumas dessas maquinas começaram a ser transferidas para a ALL Mesopotâmica e Central, da Argentina. Foram até Uruguaiana, da onde atravessaram para o lado argentino, sendo rebitoladas, novamente, desta vez para Standard, 1.435mm. Atualmente três maquinas entram-se na Argentina, As demais permanecem no Brasil.